# Complejo Deportivo de Damburg
El Complejo Deportivo de Damburg (en francés: Sportcomplex De Damburg) es un pabellón deportivo multipropósito (voleibol, balonmano, etc) localizado en Bocholt, en el Limburgo de Bélgica, donde regularmente juega el club de primera división nacional de balonmano llamado Aquiles Bocholt, en voleibol por su parte es usado por el club Axor Bocholt. Este complejo deportivo Damburg tiene una capacidad de 1539 en tres gradas retráctiles, distribuidas en dos gimnasios o salas.